# Státní znak Kanady
Státní znak Kanady byl zemi udělen britským králem Jiřím V. dne 21. listopadu 1921, k poslední malé úpravě došlo 12. června 1994. Štít znaku je rozdělen na pět polí, každé z nich nese znak země, jejíž obyvatelé osidlovali Kanadu. Heraldicky pravým štítonošem je zlatý anglický lev držící žerď s vlajkou Spojeného království, levým štítonošem je bílý skotský jednorožec držící žerď s vlajkou zobrazující tři zlaté lilie na modrém poli symbolizující Francii. Tito štítonoši stojí na modré stuze se zlatým latinským nápisem A MARI USQUE AD MARE (česky Od moře k moři). Štít obtáčí červená stuha se zlatým heslem Řádu Kanady: DESIDERANTES MELIOREM PATRIAM (česky Ti, co se zasloužili o lepší zemi). Na štítu stojí zlatá přilba se červeno-stříbrnými přikryvadly. Na ní stojí zlatý anglický lev držící v tlapě červený javorový list, a nad ním je královská koruna sv. Eduarda.

## Štít znaku
- 1. pole – Anglie - Tři zlatí kráčející lvi na červeném poli.
- 2. pole – Skotsko - Červený lev v rámci lilií na žlutém poli.
- 3. pole – Irsko - Zlatá harfa na modrém poli.
- 4. pole – Francie - Tři zlaté lilie na modrém poli.
- 5. pole – Kanada - Tři červené javorové listy na bílém poli.

Znak Anglie
Znak Skotska
Znak Irska
Znak symbolizující Francii

## Historie

Státní znak Dominia Kanada (1868–1921)
Státní znak Kanady (1921–1957)
Státní znak Kanady (1957–1994)